# Hayoceros
Hayoceros (лат.) — род вымерших парнокопытных семейства вилороговых. Эндемик Северной Америки. Существовал в раннем плейстоцене (1,8 млн лет — 300 000 лет назад), около 1,5 миллионов лет.

## Морфология
Длина тела Hayoceros составляла около 1,8 м, и во многих отношениях он напоминал современных вилорогов. Однако, в дополнение к паре раздвоенных рогов, расположенных над глазами, как у современных вилорогов, у них также была вторая, более длинная и не раздвоенная пара на задней части черепа. Скорее всего, самцы использовали их в турнирных боях, как современные вилороги, блокируя рога, а затем толкаясь, пока противник не сдастся.

## Систематика
Hayoceros был назван Скиннером (1942), а Фрик 1937 назвал его подродом Tetrameryx; позже он был повышен до рода. Он был отнесён к вилороговым Скиннером (1942) и Кэрроллом (1988).
По данным сайта Paleobiology Database, на август 2020 года в род включают 2 вымерших вида:
- Hayoceros barbouri Skinner, 1942
- Hayoceros falkenbachi Frick, 1937